# 黄腹隐蜂鸟
黄腹隐蜂鸟（学名：Phaethornis subochraceus），是雨燕目蜂鸟科的一种鸟类。
黄腹隐蜂鸟体重约3.8克，翼长约50.6毫米，嘴峰长约30.5毫米，喙宽度约2.4毫米，喙厚度约2.4毫米，跗蹠长约4毫米，尾长约58.4毫米。黄腹隐蜂鸟在其分布区内为留鸟，其栖息在半开放的中等高度的林地中，食性为草食性，主要食物来源是植物的花蜜。
黄腹隐蜂鸟分布于玻利维亚东部和邻近的巴西马托格罗索州。该物种是单型物种，没有亚种分化。